# Manyuu Hikenchou
Manyū Hiken-chō (魔乳秘剣帖) é um mangá japonês escrito e ilustrado por Hideki Yamada. Situada em uma versão paralela do período Edo de Taihei, a série segue a kunoichi Chifusa. O mangá começou a serialização na revista de mangá seinen da Enterbrain, Tech Gian, em 2005. Uma adaptação em anime produzida pela Hoods Entertainment foi transmitida no Japão de julho a setembro de 2011.

## Mídia

### Mangá
Manyū Hiken-chō começou a serialização mensal na revista de mangá seinen da Enterbrain, Tech Gian, em 2005. O primeiro tankōbon foi lançado em 24 de março de 2007, com um total de sete volumes, sob a marca Techgian Style.

### Drama radiofônico
Um drama radiofônico produzido por Chara-Ani foi lançado em 16 de outubro de 2010, apresentando um elenco de vozes diferente do anime.

### Programa de rádio na Internet
Um programa de rádio na internet intitulado Manyū Hiken-chō: Oedo Radio (魔乳秘剣帖 大江戸らじを, Manyū Hikenchō: Ōedo Rajio) foi ao ar na Onsen de 4 de julho a 24 de outubro de 2011. O show é apresentado por Tōru Ōkawa e Mamiko Noto, as respectivas vozes de Hatomoto Mie e Ouka Sayama.[carece de fontes?]

### Anime
A edição de maio de 2011 da Tech Gian anunciou que uma adaptação em anime do mangá estava em andamento. Produzido pela Hoods Entertainment, o anime foi dirigido por Hiraku Kaneko, composição da série por Seishi Minakami, música de Miyu Nakamura, design de personagens de Jun Takagi e produzido por Akira Matsui, Hiroaki Ooki e Yoshiyuki Ito. O anime foi ao ar em 12 de julho de 2011 na TV Kanagawa, seguido de transmissões subsequentes em Tokyo MX, Chiba TV, KBS Kyoto, Sun Television e AT-X. O episódio final foi ao ar em 27 de setembro de 2011. As transmissões da série pela AT-X eram parcialmente sem censura, enquanto permaneciam fortemente censuradas em outros canais. Uma versão bruta sem censura "Director's Cut" do anime ficou disponível via webcast no portal de vídeos do ShowTime em 22 de julho de 2011. Os lançamentos em DVD e Blu-ray da série, a partir de 4 de outubro de 2011, incluem um OVA intitulado "Binyū Tanren-hō • Nyū-Togi" e um drama de imagens intitulado "Kaede no 'Chifusa-sama Oppai Seichō Kiroku'". O tema de abertura da série é "Fate" (運命, Unmei) e o tema final é "Futatsu no Ashiato" (二つの足跡, "Two Footprints"), ambos realizados por AiRI. Há rumores de uma segunda temporada na Internet. No sítio do anime, havia um anúncio de que uma segunda temporada seria produzida e exibida no AT-X, Tokyo MX, TV Chiba, KBS Kyoto, Sun Television e TV Kanagawa se os DVDs e Blu-rays se saíssem bem. No entanto, a partir de 2019, isso ainda está para acontecer.[carece de fontes?]